# Mackenzie Esporte Clube (pallavolo femminile)
Il Mackenzie Esporte Clube è una società pallavolistica femminile brasiliana, con sede a Belo Horizonte: milita nel campionato brasiliano di Superliga Série A e fa parte della omonima società polisportiva.

## Storia
Durante l'estate del 2012 il club perde il proprio sponsor principale e decide di rinunciare alla Superliga Série A., tornando a concentrarsi sull'attività giovanile.

## Rosa 2024-2025
| N° | Nome                 | Ruolo | Data di nascita  | Nazionalità sportiva |
| -- | -------------------- | ----- | ---------------- | -------------------- |
| 1  | Giulia Magiari       | C     | 9 febbraio 1999  | Brasile              |
| 2  | Lia Mariano          | C     | 14 maggio 2000   | Brasile              |
| 3  | Saraelen Lima        | C     | 16 aprile 1994   | Brasile              |
| 4  | Fernanda Fernandes   | P     | 10 novembre 2007 | Brasile              |
| 5  | Aline Mossmann       | S     | 24 febbraio 1995 | Brasile              |
| 6  | Aline da Silva       | C     | 24 gennaio 1986  | Brasile              |
| 7  | Gabrielle das Graças | S     | 7 gennaio 1999   | Brasile              |
| 8  | Rafaella Bonifácio   | S     | 27 gennaio 1997  | Brasile              |
| 9  | Beatriz Martins      | P     | 13 agosto 1995   | Brasile              |
| 10 | Wélissa Gonzaga      | L     | 9 settembre 1982 | Brasile              |
| 11 | Lorena Rezende       | S     | 9 agosto 2007    | Brasile              |
| 12 | Gabriella de Souza   | S     | 14 dicembre 1993 | Brasile              |
| 13 | Carla Santos         | S     | 17 gennaio 1992  | Brasile              |
| 14 | Josefa de Souza      | P     | 3 febbraio 1983  | Brasile              |
| 15 | Kimberlly de Brito   | O     | 9 novembre 1999  | Brasile              |
| 16 | Ana Peixoto          | O     | 26 aprile 2006   | Brasile              |
| 17 | Gabriella da Silva   | L     | 10 marzo 1999    | Brasile              |
| 18 | Andressa Almeida     | L     | 29 ottobre 2006  | Brasile              |
| 19 | Lara Molinari        | L     | 24 gennaio 2006  | Brasile              |
| 22 | Bárbara do Carmo     | C     | 30 novembre 2007 | Brasile              |

## Palmarès
- Campionato Mineiro: 15

1952, 1953, 1954, 1955, 1956, 1957, 1972, 1973, 1974, 1975,
1976, 1977, 1978, 2008, 2010